# Batmönchiin Atschbadrach
Batmönchiin Atschbadrach (mongolisch Батмөнхийн Ачбадрах; englisch Achbadrakh Batmunkh; * 21. Dezember 1994) ist ein mongolischer Skilangläufer.

## Werdegang
Atschbadrach gab sein internationales Debüt bei der Winter-Universiade 2015 in Štrbské Pleso. Beste Einzelplatzierung war ein 55. Platz über die 30 km. Mit der Mannschaft belegte er den 14. Platz. Bei den folgenden Nordischen Skiweltmeisterschaften 2015 in Falun  verpasste er in der Qualifikation zum 10-km-Einzelrennen den Sprung in den Wettbewerb. Auch im Sprint konnte er sich in der Qualifikation nicht durchsetzen.
Im September 2015 startete Batmönchiin Atschbadrach erstmals im Rollerski-Weltcup und gewann bei allen drei Einzelrennen im Val di Fiemme Weltcup-Punkte. Im Teamsprint gelang ihm mit seinem Teampartner der zehnte Platz. In der Gesamtwertung erreichte er schließlich Rang 58. Am 4. Januar 2016 wurde er 21. beim Marathon im chinesischen Changchun. Im November und Dezember 2016 trainierte Atschbadrach in Finnland und bestritt dort einige FIS-Rennen, erreichte jedoch meist nur hintere Platzierungen. Kurz darauf gewann er das Heimrennen von Jargalan. Einen Tag später wurde er im 50-km-Marathon auf gleicher Strecke Zweiter.
Bei der Winter-Universiade 2017 in Almaty konnte er als beste Platzierung den 29. Platz im 30-km-Rennen erreichen. Mit er Mannschaft reiste er wenig später zu den Nordischen Skiweltmeisterschaften in Lahti. Dort lief er im Rennen über 15 km als 83. ins Ziel. Im November 2017 startete er in Ruka erstmals im Weltcup und belegte dabei den 127. Platz im Sprint. Bei den Olympischen Winterspielen 2018 in Pyeongchang lief er auf den 93. Platz über 15 km Freistil. Seine besten Platzierungen bei der Winter-Universiade 2019 in Krasnojarsk waren der 52. Platz über 10 km klassisch und der 29. Rang im Teamsprint. Bei den Nordischen Skiweltmeisterschaften 2021 in Oberstdorf belegte er den 108. Platz im Sprint, den 99. Rang über 15 km Freistil sowie den 35. Platz im Teamsprint und bei den Olympischen Winterspielen 2022 in Peking den 77. Platz im Sprint sowie den 65. Rang über 15 km klassisch.